# Ga Trung tâm Cộng đồng Phụ nữ phía Tây
Ga Trung tâm Cộng đồng Phụ nữ phía Tây (Tiếng Hàn: 서부여성회관역, Hanja: 西部女性會館驛) là ga tàu điện ngầm của Tàu điện ngầm Incheon tuyến 2 nằm ở Seongnam-dong, Seo-gu, Incheon.

## Lịch sử
- 5 tháng 10 năm 2015: Tên ga được quyết định là Ga Trung tâm Cộng đồng Phụ nữ phía Tây[1]
- 30 tháng 7 năm 2016: Bắt đầu kinh doanh với việc khai trương Tàu điện ngầm Incheon tuyến 2[2]

## Bố trí ga
| Seongnam ↑      |
| \| N/B          |
| ↓ Incheon Gajwa |

| Hướng Bắc | ● Incheon tuyến 2 | ← Hướng đi Seongnam · Văn phòng Seo-gu · Geomam · Geomdan Oryu    |
| Hướng Nam | ● Incheon tuyến 2 | → Hướng đi Incheon Gajwa · Juan · Văn phòng Namdong-gu · Unyeon → |

## Xung quanh nhà ga
- Trung tâm Cộng đồng Phụ nữ phía Tây thành phố Incheon
- Ngã tư Geonji
- Ngã ba Geonji
- Trường trung học cơ sở Seoknam
- Trường Trung học Y tế Incheon
- Trường tiểu học Jeonji Geonji
- Trường trung học cơ sở Gajwa
- Bưu điện Gajwa 2-dong
- Trường trung học nữ sinh Yehwa
- Trường tiểu học Chunhwa Bonghwa

## Hình ảnh

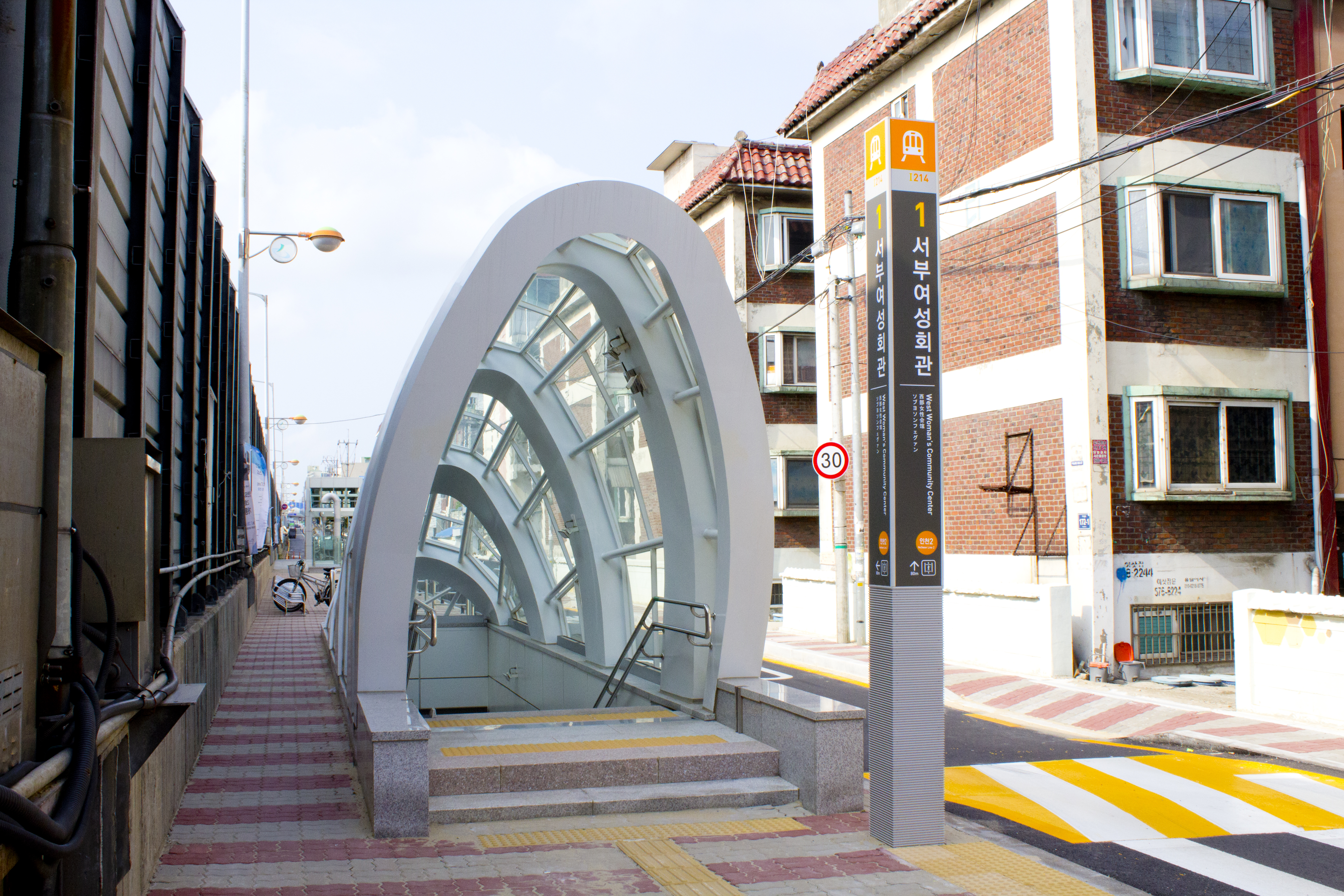
Incheon tuyến 2 Ga Trung tâm Cộng đồng Phụ nữ phía Tây Lối ra 1
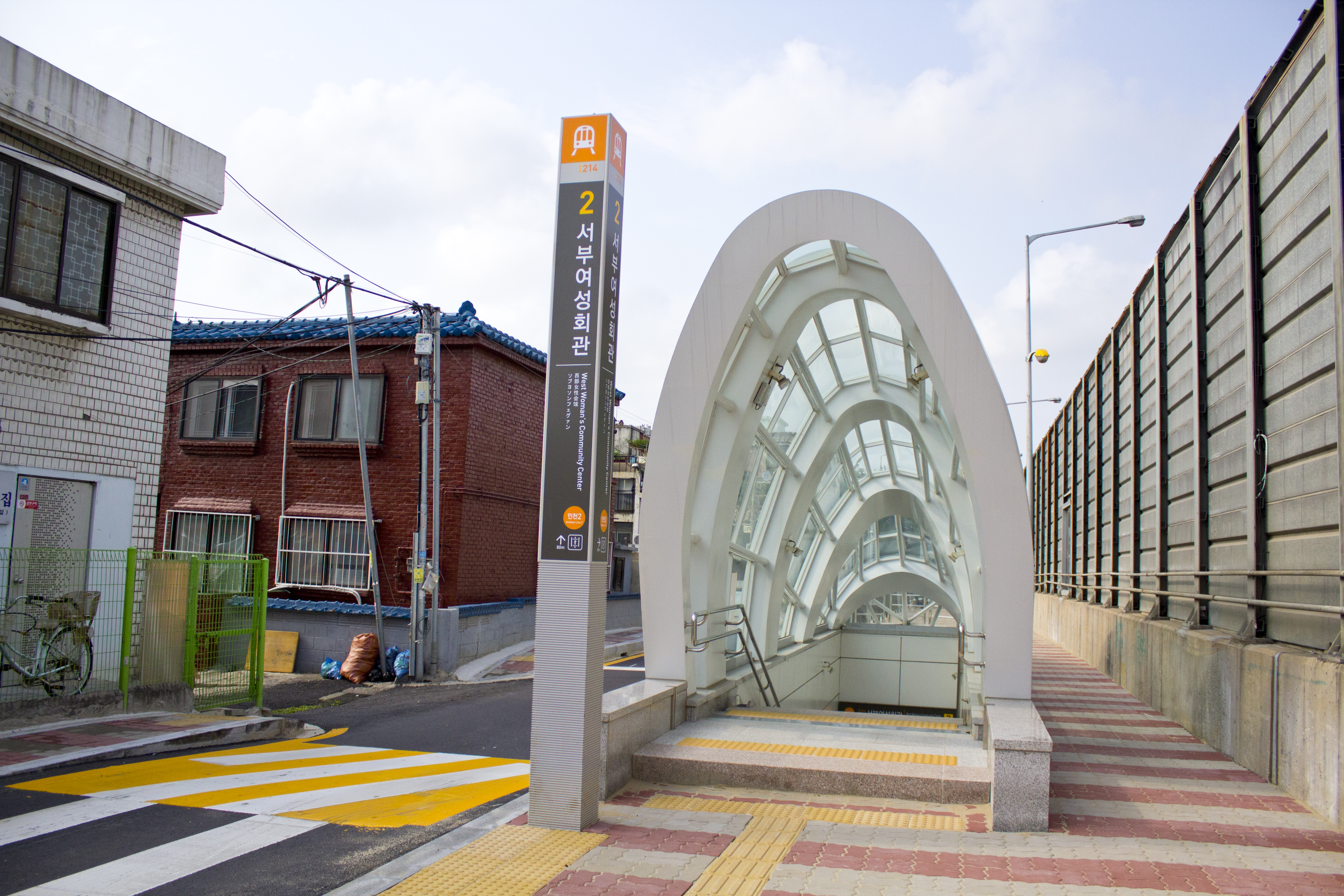
Incheon tuyến 2 Ga Trung tâm Cộng đồng Phụ nữ phía Tây Lối ra 2